# Canadian Imperial Bank of Commerce
Canadian Imperial Bank of Commerce (CIBC), franska: Banque canadienne impériale de commerce (BCIC), är en kanadensisk multinationell bankkoncern som erbjuder olika sorters finansiella tjänster till 15 miljoner kunder världen över. De rankades 2016 som världens 193:e- och Kanadas sjätte största publika bolag.
Banken grundades den 1 juni 1961 när bankerna Canadian Bank of Commerce och Imperial Bank of Canada fusionerades med varandra..
För 2016 hade de en omsättning på omkring C$15 miljarder och i juli 2017 hade en personalstyrka på 45 685 anställda. Deras huvudkontor ligger i Toronto i Ontario och styrelseordförande är den före detta vice premiär- och finansministern John Manley.